# Świadczenie pielęgnacyjne
Świadczenie pielęgnacyjne – świadczenie rodzinne z grupy świadczeń opiekuńczych.
Świadczenie pielęgnacyjne przysługuje jednemu z rodziców osoby niepełnosprawnej albo opiekunowi faktycznemu osoby niepełnosprawnej, który w związku z koniecznością opieki nad osobą niepozostającą w związku małżeńskim (chyba że współmałżonek jest niepełnosprawny w stopniu znacznym) legitymującą się orzeczeniem o niepełnosprawności łącznie ze wskazaniami:
- konieczność stałej lub długotrwałej opieki, lub pomocy innej osoby w związku ze znacznie ograniczoną możliwością samodzielnej egzystencji
- konieczność stałego współudziału na co dzień opiekuna dziecka w procesie jego leczenia, rehabilitacji i edukacji albo orzeczeniem o znacznym stopniu niepełnosprawności

rezygnują z zatrudnienia lub innej pracy zarobkowej i nie są osobami pobierającymi emeryturę, rentę, lub podobne świadczenia.
Od 2024 roku świadczenie pielęgnacyjne przysługuje w wysokości 2988,00 zł miesięcznie, a kwota ta podlega corocznej waloryzacji. 
Dodatkowo można też starać się o jego wyrównanie, czyli wypłatę świadczenia pielęgnacyjnego wstecz. W tym celu wniosek o przyznanie świadczenia pielęgnacyjnego musi zostać złożony w ciągu trzech miesięcy od uzyskania orzeczenia o niepełnosprawności przez osobę, nad którą ma być sprawowana opieka. Wyrównanie przysługuje wtedy za wszystkie miesiące od momentu złożenia wniosku o orzeczenie o niepełnosprawności aż do wydania decyzji o przyznaniu samego świadczenia pielęgnacyjnego.